# Christian Labonte

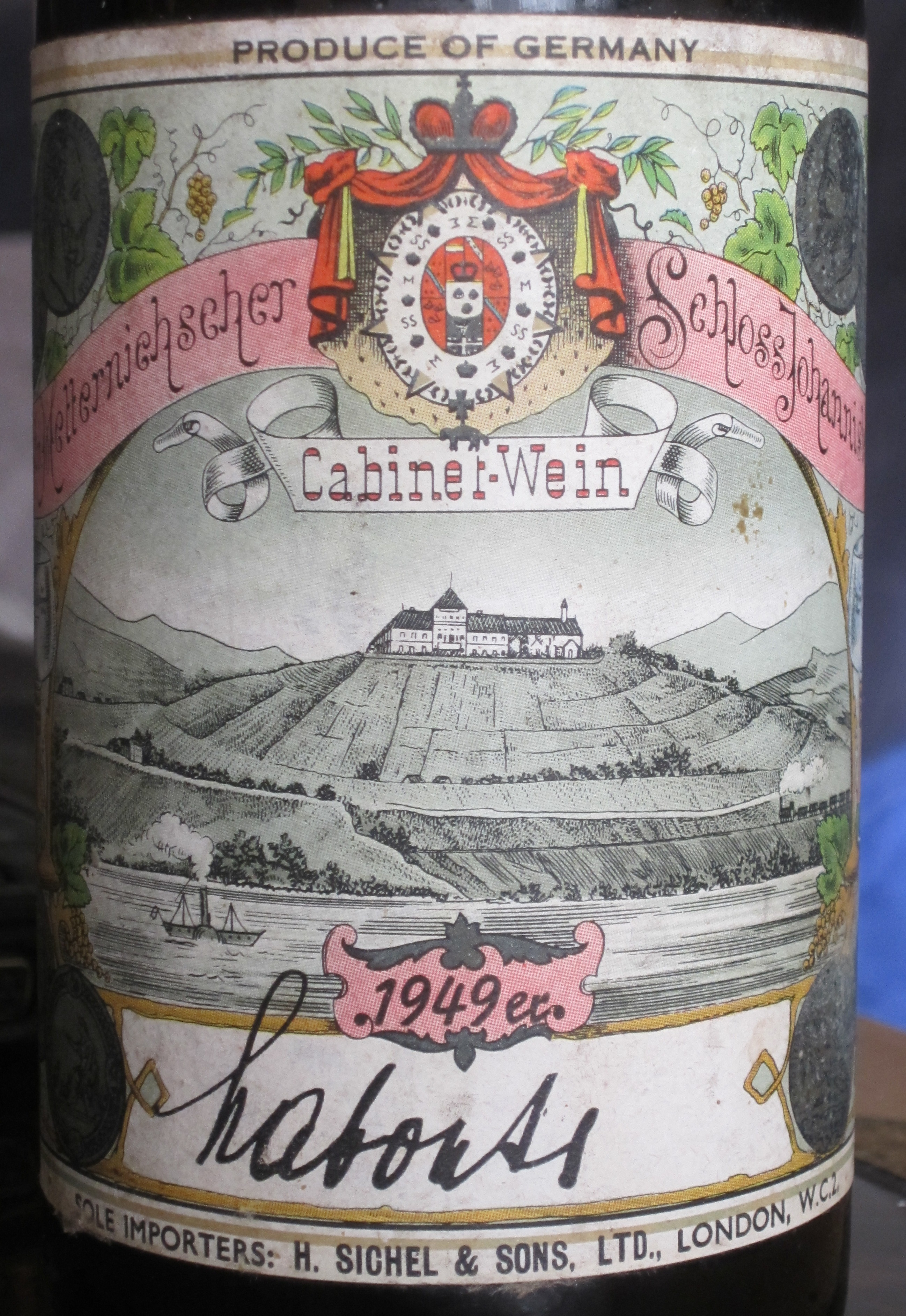
Wein-Etikett mit Unterschrift von Labonte (1949)

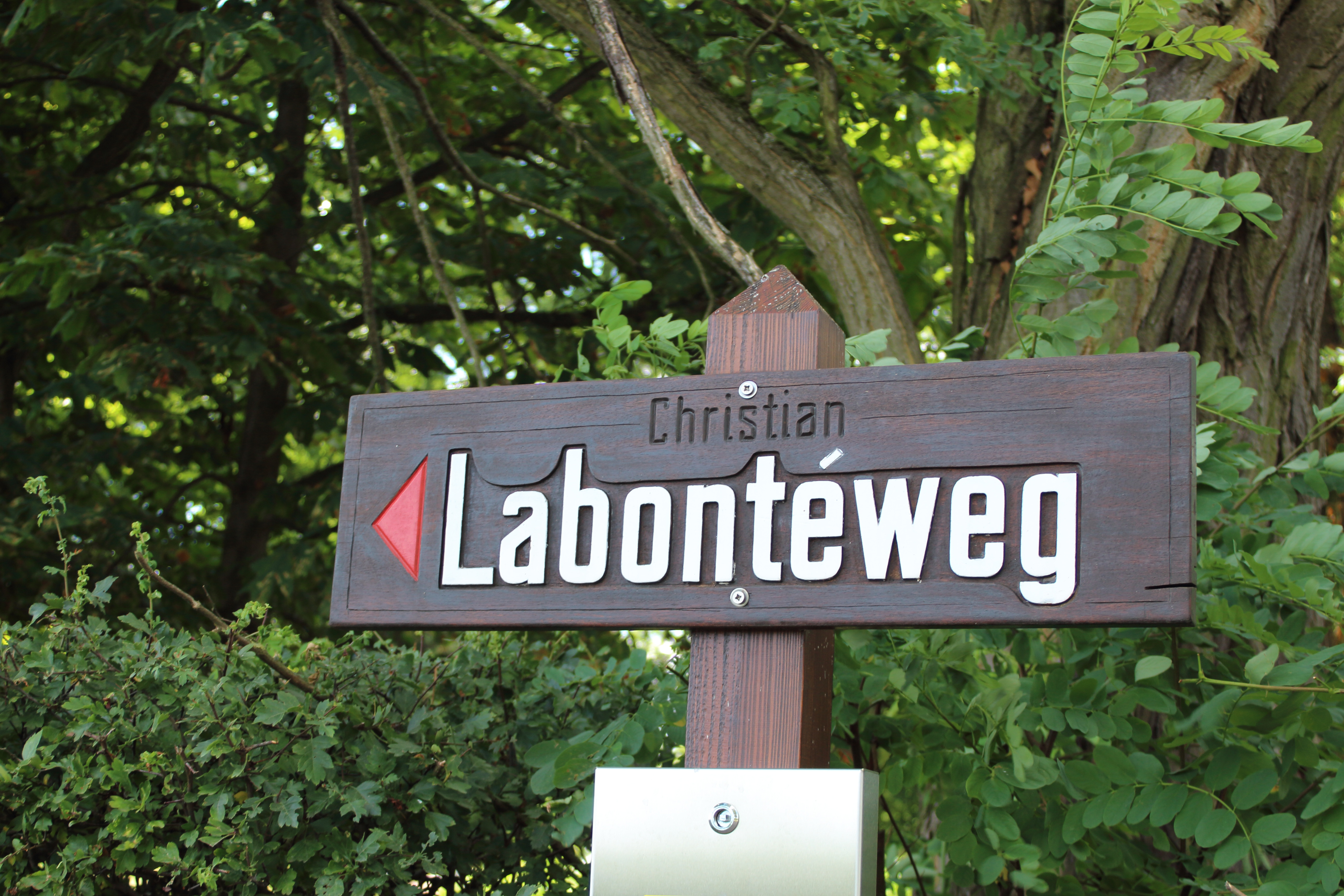
„Christian Labonteweg“, Schloss Johannisberg

Christian Josef Labonte (* 18. September 1899 in Oberelbert; † 14. März 1992 in Johannisberg) war ein deutscher Weinbauexperte, hessischer Politiker (CDU) und ehemaliger Abgeordneter des Hessischen Landtags.

## Leben

### Ausbildung und Werk
Christian Labonte besuchte das humanistische Gymnasium. 1917 bis 1919 unterbrach er seine Schulausbildung und leistete Kriegsdienst und geriet in Kriegsgefangenschaft. Nach dem Ersten Weltkrieg setzte er die Schulausbildung fort und machte nach dem Abitur 1920 eine landwirtschaftliche Lehre auf Schloss Johannisberg. 1922 bis 1924 studierte er Landwirtschaft in Bonn-Poppelsdorf. In Bonn war er Mitglied der katholischen Studentenverbindung KDStV Ascania Bonn im CV.
Am 1. September 1924 wurde er Betriebsleiter auf Schloss Johannisberg. Diese Funktion sollte er bis zum 31. Dezember 1967 wahrnehmen und sich große Verdienste um den Weinbau erwerben.
Das Unternehmen war Anfang der 20er Jahre in einer schlechten wirtschaftlichen Verfassung. Christian Labonte erreichte durch eine Konzentration auf die Produktion von Qualitätsweinen eine wirtschaftliche Gesundung des Weingutes. Neben der Arbeit im Weingut war er auch in den Verbänden aktiv. So war er Gründer der Arbeitsgemeinschaft der Rheingauer Weingutsverwalter und nach dem Krieg Mitbegründer des Rheingauer sowie des Deutschen Weinbauverbandes. Er war langjähriges Mitglied des Weinbauausschusses der Land- und Forstwirtschaftskammer.

### Politik
Christian Labonte war Mitglied im Stahlhelm, Bund der Frontsoldaten. Durch dessen Überführung in die Sturmabteilung 1934 erklärt sich wahrscheinlich auch Labontes SA-Mitgliedschaft.
Christian Labonte war kommunalpolitisch aktiv. Von 1928 bis 1933 und von 1946 bis 1972 war er Mitglied der Gemeindevertretung von Johannisberg. 1946 bis 1972 war er auch Kreistagsmitglied im Rheingaukreis und dort Fraktionsvorsitzender der CDU. Aufgrund der Gebietsreform in Hessen 1972 war die Stelle des Bürgermeisters in Johannisberg im Jahre 1971 unbesetzt. Christian Labonte leitete an dessen Stelle als Staatsbeauftragter die Eingliederung nach Geisenheim.
Auf landespolitischer Ebene war Labonte vom 1. Dezember 1954 bis zum 30. November 1958 Mitglied des Hessischen Landtags.

### Familie
Christian Labonte war der Sohn des Bauern Josef Labonte (1874–1937) und dessen Frau Cecilia, geborene Spitzhorn (1874–21). 1928 heiratete er Clara Conrady aus Rüdesheim. Er hatte 2 Töchter. Sein Onkel Christian Labonte war von 1907 bis 1936 Pfarrer von Johannisberg, er vermittelte dem Neffen die Lehrstelle auf Schloss Johannisberg.

## Ehrungen
1973 wurde Christian Labonte durch das Land Hessen mit der Freiherr-vom-Stein-Plakette geehrt. Bereits 1953 und 1964 hatte er das Bundesverdienstkreuz am Bande und das Bundesverdienstkreuz 1. Klasse erhalten.
1978 ehrte ihn der Rheingauer Weinbau mit dem Silbernen Römer. Im Jahr 1979 wurde er zum Ehrenbürger der Stadt Geisenheim ernannt.

## Veröffentlichungen
- Rheingauer Wein- und Geschichtschronik von 1926 bis 1948, bearbeitet nach einem Exemplar des Bremer Ratskellers, Schriften zur Weingeschichte Nr. 52/1979.